# H3world
H3World è una piattaforma televisiva canadese privata edita da H3 Network Alliance.

## Storia
Fondata dalla società H3 Network Alliance nel febbraio del 2009 a Toronto, in Canada. È la piattaforma televisiva più accessibile tra le comunità sorde. H3World TV si propone come net TV tematica dedicata a un target dei disabili uditivi. Le trasmissioni sono iniziate ufficialmente via internet nel 2009, sulla piattaforma del sito web, in lingua dei segni internazionale.

## Conduttori
- Dawn Birley
- Nicola Della Maggiore

## Palinsesto

### Programmi TV
- DeafWire
- SportsDeaf
- World Sign Week
- DeafWaves
- DeafLaugh
- H3 Bridge
- IS Today
- Travel with Dawn
- Deaflympics Today
- DeafGPS
- Bonjour (ex World Congress)